# The Great Rock 'n' Roll Swindle (album)
The Great Rock'n'Roll Swindle bylo album vydané kapelou Sex Pistols v roce 1979. Je na něm celkem 24 písní.
V době, kdy byl soundtrack připravován, opustil Johnny Rotten (Lydon) kapelu a odmítl se projektu účastnit, takže „správné“ stopy Sex Pistols byly vytvořeny převzetím Lydonových vokálů z demo nahrávek z října 1976 a opětovným nahráním instrumentálních částí (Paul Cook a Steve Jones).

## Seznam skladeb
1. God Save the Queen (Johnny Rotten, Steve Jones, Glen Matlock, Paul Cook) – 3:23
2. Johnny B. Goode (Chuck Berry) – 2:36
3. Roadrunner (Jonathan Richman) – 3:47
4. Black Arabs (AKA Disco Medley) – 4:51
5. Anarchy in the UK (Rotten, Jones, Matlock, Cook) – 4:00
6. Substitute (Pete Townshend) – 3:10
7. Don't Give Me No Lip, Child (Don Thomas / Jean Thomas / Barry Richards) – 3:27
8. (I'm Not Your) Steppin' Stone (Tommy Boyce, Bobby Hart) – 3:06
9. L'Anarchie Pour Le UK (Rotten, Jones, Matlock, Cook) – 3:28
10. Belsen Was A Gas (Rotten, Jones, Sid Vicious, Cook) – 2:12
11. Belsen Vos A Gassa (Rotten, Jones, Vicious, Cook) – 2:17
12. Silly Thing (Jones, Cook) – 2:51
13. My Way (Paul Anka, Claude François, Jacques Revaux) – 4:06
14. I Wanna Be Me (Matlock, Cook, Jones, Rotten) – 3:03
15. Something Else (Eddie Cochran, Sharon Sheeley) – 2:14
16. Rock Around the Clock (Max C. Freedman, James E. Myers) – 2:04
17. Lonely Boy (Jones, Cook) – 3:07
18. No One Is Innocent 3:04 (Jones, Cook, Biggs) – 3:04
19. C'mon Everybody (Eddie Cochran, Jerry Capehart) – 1:56
20. EMI (Rotten, Jones, Matlock, Cook) – 3:44
21. The Great Rock 'n' Roll Swindle (Jones, Cook, Julien Temple) – 4:21
22. Friggin' in the Riggin' (tradiční melodie; připravil Jones) – 3:37
23. You Need Hands (Max Bygraves) – 2:54
24. Who Killed Bambi? (Edward Tudor-Pole/Vivienne Westwoodová) – 3:07